# Heaven stood still
Heaven stood still is een lied van Mink DeVille. Het werd in 1979 uitgebracht op de B-kant van zijn single Bad boy en in 1980 op zijn elpee Le chat bleu. Ook daarna verscheen het nog op enkele verzamelalbums, zoals Spanish stroll (1996) en Collected (2015).
Van het nummer verschenen verschillende covers, zoals van de Amerikaanse gothic band Human Drama (1993), Piet Veerman (op een single en de elpee Dreams, 1995), het Zweedse duo Hederos & Hellberg (2000) en de Duitse artiest Denis Fischer (2007). Verder verscheen er een Italiaanse versie met de titel Il cielo era lì van Mimmo Locasciulli (1998) en een Nederlandse versie met de titel Mijn wereld stond stil van Benny Neyman (Puur Neyman, 1999).
In 2019 zette Jan Rot het als De hemel stond stil op zijn album Wonderlijk Mooi.